# Liste der Kulturdenkmale in Osterfeld (bei Naumburg)
In der Liste der Kulturdenkmale in Osterfeld sind alle Kulturdenkmale der Stadt Osterfeld und ihrer Ortsteile aufgelistet. Grundlage ist das Denkmalverzeichnis des Landes Sachsen-Anhalt, das auf Basis des Denkmalschutzgesetzes des Landes Sachsen-Anhalt vom 21. Oktober 1991 durch das Landesamt für Denkmalpflege und Archäologie Sachsen-Anhalt erstellt und seither laufend ergänzt wurde (Stand: 31. Dezember 2024).

## Kulturdenkmale nach Ortsteilen

### Goldschau
| Lage                            | Bezeichnung | Beschreibung | Erfassungs- nummer | Ausweisungsart | Bild           |
| ------------------------------- | ----------- | ------------ | ------------------ | -------------- | -------------- |
| Goldschauer Kirchberg 2 (Karte) | Kirche      |              | 094 85908          | Baudenkmal     | Weitere Bilder |
| Goldschauer Kirchberg 2 (Karte) | Pfarrhof    |              | 094 85909          | Baudenkmal     | BW             |
| Leinewehweg 9 (Karte)           | Bauernhof   |              | 094 85912          | Baudenkmal     | BW             |
| Oberdorf 2 (Karte)              | Herrenhaus  |              | 094 85915          | Baudenkmal     | BW             |
| Oberdorf 7 (Karte)              | Bauernhof   |              | 094 85913          | Baudenkmal     | BW             |
| Oberdorf 6 (s. unten)           | Wohnhaus    |              | 094 85914          | Baudenkmal     |                |
| Unterdorf 2 (Karte)             | Wohnhaus    |              | 094 85916          | Baudenkmal     | BW             |

### Haardorf
| Lage                        | Bezeichnung    | Beschreibung | Erfassungs- nummer | Ausweisungsart | Bild   |
| --------------------------- | -------------- | --- | ------------------ | -------------- | ------ |
| neben Sportplatz            | Kriegerdenkmal | | 094 86590          | Baudenkmal     |        |
| Dorfstraße (Karte)          | Kirche         | Die Saalkirche des Ortes wurde in den Jahren 1846 bis 1848 nach Plänen von Friedrich August Ritter als Nachfolgebau für eine 1600 geweihte Kirche errichtet. Der neuromanische Bau besitzt einen quadratischen Westturm sowie zweigeschossige Anbauten an Nord- und Südseite. Im Osten befindet sich eine halbkreisförmige Apsis. Im Innern des Saals befindet sich im westlichen Teil eine Orgelempore. Im Jahr 1889 wurden Kanzel, Altar und der Taufstein erneuert. Eine Restaurierung erfolgte im Jahr 1934. Aus diesem Jahr stammt auch die Ausmalung im Chorraum. Die Orgel der Kirche wurde 1848 durch Friedrich Wilhelm Rühlmann errichtet. | 094 86413          | Baudenkmal     | Kirche |
| Dorfstraße 6 (Karte)        | Bauernhof      | | 094 86414          | Baudenkmal     | BW     |
| Dorfstraße 7 (Karte)        | Wohnhaus       | | 094 86415          | Baudenkmal     | BW     |
| Dorfstraße 22 (Karte)       | Bauernhof      | | 094 86619          | Baudenkmal     | BW     |
| Hauptstraße Ecke Technikweg | Denkmal        | | 094 86416          | Baudenkmal     |        |
| Sportplatzweg (Karte)       | Friedhof       | | 094 86417          | Baudenkmal     | BW     |
| Sportplatzweg               | Kriegerdenkmal | | 094 86421          | Baudenkmal     |        |

### Kaynsberg
| Lage                         | Bezeichnung | Beschreibung | Erfassungs- nummer | Ausweisungsart | Bild |
| ---------------------------- | ----------- | ------------ | ------------------ | -------------- | ---- |
| Kaynsberger Straße 2 (Karte) | Gutshof     |              | 094 85917          | Baudenkmal     | BW   |

### Kleinhelmsdorf
| Lage                                  | Bezeichnung        | Beschreibung | Erfassungs- nummer | Ausweisungsart | Bild           |
| ------------------------------------- | ------------------ | --- | ------------------ | -------------- | -------------- |
| Ahornstraße 9 (Karte)                 | Wohnhaus           | | 094 85102          | Baudenkmal     | BW             |
| Ahornstraße 14 (Karte)                | Wirtschaftsgebäude | | 094 85103          | Baudenkmal     | BW             |
| Ahornstraße 22 (Karte)                | Schule             | | 094 85105          | Baudenkmal     | BW             |
| Ahornstraße 24 (Karte)                | Gutshaus           | | 094 85107          | Baudenkmal     | Gutshaus       |
| An der Kirche gegenüber Nr. 1 (Karte) | Kirche             | Die Chorturmkirche des Ortes besitzt einen quadratischen Turm mit einem achteckigen Oberbau, welcher im Kern vermutlich romanisch ist. Ehemals war der Turm mit einer Haube versehen. Im Schiff der Kirche befindet sich eine Spiegeldecke sowie eine Hufeisenempore aus dem dritten Viertel des 18. Jahrhunderts. Ebenso aus dieser Zeit stammt der Kanzelaltar. Zur Ausstattung gehört auch ein barocker Taufengel aus Holz. | 094 85104          | Baudenkmal     | Weitere Bilder |

### Osterfeld
| Lage                                                     | Bezeichnung             | Beschreibung              | Erfassungs- nummer | Ausweisungsart | Bild                    |
| -------------------------------------------------------- | ----------------------- | ------------------------- | ------------------ | -------------- | ----------------------- |
| Bahnhofstraße 1 ehem. Pitzschendorf (Karte)              | Gutshof                 | Schenkgut                 | 094 86139          | Baudenkmal     | Gutshof                 |
| Bahnhofstraße 4 ehem. Pitzschendorf (Karte)              | Mühle                   | Rothe Mühle               | 094 86140          | Baudenkmal     | Mühle                   |
| Bauernweg 14 ehem. Lissen (Karte)                        | Wohnhaus                |                           | 094 86132          | Baudenkmal     | BW                      |
| Bauernweg, Naumburger Straße ehem. Lissen (Karte)        | Kriegerdenkmal          |                           | 094 86137          | Baudenkmal     | BW                      |
| Corseburger Weg 4 (Karte)                                | Wohnhaus                |                           | 094 86107          | Baudenkmal     | BW                      |
| Kirchberg (Karte)                                        | Kirche                  | Lutherkirche, Stadtkirche | 094 86109          | Baudenkmal     | Weitere Bilder          |
| Kirchberg (Karte)                                        | Kriegerdenkmal          |                           | 094 86108          | Baudenkmal     | Kriegerdenkmal          |
| Kirchberg 16 (Karte)                                     | Wohnhaus                |                           | 094 86110          | Baudenkmal     | BW                      |
| Markt 1, 2, Rinnegasse 24 (Karte)                        | Wohn- und Geschäftshaus |                           | 094 86111          | Baudenkmal     | Wohn- und Geschäftshaus |
| Markt 3 (Karte)                                          | Wohnhaus                |                           | 094 86112          | Baudenkmal     | Wohnhaus                |
| Markt 4 (Karte)                                          | Wohnhaus                |                           | 094 86113          | Baudenkmal     | Wohnhaus                |
| Markt 13 (Karte)                                         | Wohn- und Geschäftshaus |                           | 094 86114          | Baudenkmal     | Wohn- und Geschäftshaus |
| Markt 24 (Karte)                                         | Rathaus                 |                           | 094 86116          | Baudenkmal     | Rathaus                 |
| Naumburger Straße ehem. Lissen (Karte)                   | Kirche                  | Propsteikirche St. Wenzel | 094 86138          | Baudenkmal     | Weitere Bilder          |
| Naumburger Straße 1a, 1b ehem. Lissen (Karte)            | Pfarrhof                |                           | 094 86133          | Baudenkmal     | BW                      |
| Naumburger Straße 21 ehem. Lissen (Karte)                | Gutshaus                |                           | 094 86134          | Baudenkmal     | BW                      |
| Naumburger Straße 25 ehem. Lissen (Karte)                | Bauernhof               |                           | 094 86136          | Baudenkmal     | BW                      |
| Naumburger Straße, Pretzscher Straße Straßenecke (Karte) | Wegweiser               |                           | 094 86117          | Baudenkmal     | Wegweiser               |
| Rinnegasse 18 (Karte)                                    | Wohnhaus                |                           | 094 86120          | Baudenkmal     | Wohnhaus                |
| Schlossberg 3 (Karte)                                    | Vereinshaus             | Schützenhaus              | 094 86127          | Baudenkmal     | BW                      |
| Schloßberg (Karte)                                       | Burg                    |                           | 094 86124          | Baudenkmal     | Weitere Bilder          |
| Schloßberg (Karte)                                       | Kriegerdenkmal          |                           | 094 86125          | Baudenkmal     | Weitere Bilder          |
| Schloßberg                                               | Park                    | Thälmannpark, Hain        | 094 86126          | Baudenkmal     |                         |
| Schloßberg                                               | Wasserwerk              |                           | 094 86128          | Baudenkmal     |                         |
| Schloßberg 2 (Karte)                                     | Wohnhaus                |                           | 094 86122          | Baudenkmal     | BW                      |
| Schloßberg 5 (Karte)                                     | Turnhalle               |                           | 094 86123          | Baudenkmal     | BW                      |
| Schäfersberg 1 (Karte)                                   | Wohnhaus                | Wohnhaus                  | 094 86121          | Baudenkmal     | BW                      |
| Steinweg 26 (Karte)                                      | Wohnhaus                |                           | 094 86129          | Baudenkmal     | Wohnhaus                |
| Waldauer Weg 3 (Karte)                                   | Mühle                   | Lothsmühle                | 094 86131          | Baudenkmal     | BW                      |

### Roda
| Lage                                                                        | Bezeichnung        | Beschreibung | Erfassungs- nummer | Ausweisungsart | Bild |
| --------------------------------------------------------------------------- | ------------------ | ------------ | ------------------ | -------------- | ---- |
| Eisenberger Landstraße 13 An der Straße von Meineweh nach Eisenberg (Karte) | Distanzstein       |              | 107 20004          | Baudenkmal     | BW   |
| Rodaer Straße nördlich Nr. 12 (Karte)                                       | Kriegerdenkmal     |              | 094 86438          | Baudenkmal     | BW   |
| Rodaer Straße 6 (Karte)                                                     | Wirtschaftsgebäude |              | 094 86436          | Baudenkmal     | BW   |
| Rodaer Straße 7 (Karte)                                                     | Wirtschaftsgebäude |              | 094 86437          | Baudenkmal     | BW   |
| Rodaer Straße 12, 13 (Karte)                                                | Häusergruppe       |              | 094 86439          | Denkmalbereich | BW   |
| Rodaer Straße 16 (Karte)                                                    | Bauernhof          |              | 094 86440          | Baudenkmal     | BW   |
| Rodaer Straße 18 (Karte)                                                    | Bauernhof          |              | 094 86441          | Baudenkmal     | BW   |
| Rodaer Straße 22 (Karte)                                                    | Gasthof            | Zur Linde    | 094 86442          | Baudenkmal     | BW   |
| Stiller Winkel 5 (Karte)                                                    | Bauernhof          |              | 094 86443          | Baudenkmal     | BW   |

### Waldau
| Lage                                       | Bezeichnung        | Beschreibung | Erfassungs- nummer | Ausweisungsart | Bild           |
| ------------------------------------------ | ------------------ | ------------ | ------------------ | -------------- | -------------- |
| Osterfelder Straße gegenüber Nr. 8 (Karte) | Keller             |              | 094 86410          | Baudenkmal     | Keller         |
| Osterfelder Straße                         | Kriegerdenkmal     |              | 094 86411          | Baudenkmal     | Kriegerdenkmal |
| Osterfelder Straße 8 (Karte)               | Wirtschaftsgebäude |              | 094 86403          | Baudenkmal     | Weitere Bilder |
| Osterfelder Straße 15 (Karte)              | Bauernhof          |              | 094 86412          | Baudenkmal     | Bauernhof      |
| Waldauer Oberdorf (Karte)                  | Kirche             |              | 094 86407          | Baudenkmal     | Weitere Bilder |
| Waldauer Oberdorf 5 (Karte)                | Schule             |              | 094 86408          | Baudenkmal     | Schule         |
| Waldauer Oberdorf 6 (Karte)                | Bauernhof          |              | 094 86409          | Baudenkmal     | Bauernhof      |
| Winkel 10 (Karte)                          | Wohnhaus           |              | 094 86405          | Baudenkmal     | Wohnhaus       |

### Weickelsdorf
| Lage                                                          | Bezeichnung    | Beschreibung | Erfassungs- nummer | Ausweisungsart | Bild           |
| ------------------------------------------------------------- | -------------- | ------------ | ------------------ | -------------- | -------------- |
| Meineweher Straße 4                                           | Wohnhaus       |              | 094 86422          | Baudenkmal     |                |
| Weickelsdorfer Hauptstraße am nordwestlichen Ortsrand (Karte) | Kirche         |              | 094 86433          | Baudenkmal     | Weitere Bilder |
| Weickelsdorfer Hauptstraße unterhalb des Kirchhügels          | Kriegerdenkmal |              | 094 86434          | Baudenkmal     |                |
| Weickelsdorfer Hauptstraße 19 (Karte)                         | Bauernhof      |              | 094 86423          | Baudenkmal     | BW             |
| Weickelsdorfer Hauptstraße 26/26a (Karte)                     | Bauernhof      |              | 094 86424          | Baudenkmal     | BW             |
| Weickelsdorfer Hauptstraße 28 (Karte)                         | Toranlage      |              | 094 86425          | Baudenkmal     | BW             |
| Weickelsdorfer Hauptstraße 29 (Karte)                         | Bauernhof      |              | 094 86426          | Baudenkmal     | Weitere Bilder |
| Weickelsdorfer Hauptstraße 30 (Karte)                         | Bauernhof      |              | 094 86428          | Baudenkmal     | BW             |
| Weickelsdorfer Hauptstraße 31 (Karte)                         | Bauernhof      |              | 094 86429          | Baudenkmal     | Bauernhof      |
| Weickelsdorfer Hauptstraße 32 (Karte)                         | Bauernhof      |              | 094 86430          | Baudenkmal     | BW             |
| Weickelsdorfer Hauptstraße 34 (Karte)                         | Wohnhaus       |              | 094 86431          | Baudenkmal     | BW             |
| Weickelsdorfer Hauptstraße 35 (Karte)                         | Bauernhof      |              | 094 86432          | Baudenkmal     | BW             |

## Ehemalige Kulturdenkmale nach Ortsteilen
Die nachfolgenden Objekte waren ursprünglich ebenfalls denkmalgeschützt oder wurden in der Literatur als Kulturdenkmale geführt. Die Denkmale bestehen heute jedoch nicht mehr, ihre Unterschutzstellung wurde aufgehoben oder sie werden nicht mehr als Denkmale betrachtet. Mitunter sind Einzelobjekte aber noch immer Bestandteil eines geschützten Denkmalbereichs.

### Goldschau
| Lage                  | Bezeichnung | Beschreibung                                                                                                | Erfassungs- nummer | Ausweisungsart | Bild |
| --------------------- | ----------- | --- | ------------------ | -------------- | ---- |
| Leinewehweg 3 (Karte) | Wohnhaus    | Im Jahr 2018 wurde das Wohnhaus nach einer ungenehmigten Zerstörung aus dem Denkmalverzeichnis ausgetragen. | 094 85911          | Baudenkmal     | BW   |
| Leinewehweg 6         | Bauernhof   | | 094 85910          |                |      |

### Osterfeld
| Lage                              | Bezeichnung    | Beschreibung | Erfassungs- nummer | Ausweisungsart | Bild     |
| --------------------------------- | -------------- | --- | ------------------ | -------------- | -------- |
| Markt 14 (Karte)                  | Wohnhaus       | Wohnhaus 2022 nach Überprüfung der Denkmaleigenschaft aus dem Denkmalverzeichnis gestrichen.                                    | 094 86115          | Baudenkmal     | Wohnhaus |
| Naumburger Straße 24 ehem. Lissen | Stall          | Stall | 094 86135          |                |          |
| Rinnegasse 10a                    | Wohnhaus       | Wohnhaus | 094 86118          |                |          |
| Rinnegasse 11                     | Ackerbürgerhof | Ackerbürgerhof | 094 86119          |                |          |
| Steinweg 32 (Karte)               | Wohnhaus       | Wohnhaus Bei vertiefter Erfassung wurde kein Denkmalwert festgestellt. 2024 erfolgte die Streichung aus dem Denkmalverzeichnis. | 094 86130          | Baudenkmal     | Wohnhaus |

### Roda
| Lage             | Bezeichnung | Beschreibung | Erfassungs- nummer | Ausweisungsart | Bild |
| ---------------- | ----------- | ------------ | ------------------ | -------------- | ---- |
| Rodaer Straße 4  | Bauernhof   |              | 094 86435          |                |      |
| Stiller Winkel 6 | Wohnhaus    |              | 094 86444          |                |      |

### Waldau
| Lage     | Bezeichnung | Beschreibung | Erfassungs- nummer | Ausweisungsart | Bild |
| -------- | ----------- | ------------ | ------------------ | -------------- | ---- |
| Winkel 1 | Wohnhaus    |              | 094 86404          |                |      |

## Legende
In den Spalten befinden sich folgende Informationen:
- Lage: Nennt den Straßennamen und wenn vorhanden die Hausnummer des Kulturdenkmals. Die Grundsortierung der Liste erfolgt nach dieser Adresse. Der Link „Karte“ führt zu verschiedenen Kartendarstellungen und nennt die geographischen Koordinaten.
Link zu einem Kartenansichtstool, um Koordinaten zu setzen. In der Kartenansicht sind Baudenkmale ohne Koordinaten mit einem roten bzw. orangen Marker dargestellt und können in der Karte gesetzt werden. Baudenkmale ohne Bild sind mit einem blauen bzw. roten Marker gekennzeichnet, Baudenkmale mit Bild mit einem grünen bzw. orangen Marker.
- Offizielle Bezeichnung: Nennt den Namen, die Bezeichnung oder zumindest die Art des Kulturdenkmals und verlinkt, soweit vorhanden, auf den Artikel zum Objekt.
- Beschreibung: Nennt bauliche und geschichtliche Einzelheiten des Kulturdenkmals, vorzugsweise die Denkmaleigenschaften.
- Erfassungsnummer: Für jedes Kulturdenkmal wird in Sachsen-Anhalt eine 20stellige Erfassungsnummer vergeben. Die letzten zwölf Ziffern werden für die Untergliederung nach Teilobjekten genutzt und werden nur angegeben, soweit vergeben. In dieser Spalte kann sich folgendes Icon  befinden, dies führt zu Angaben zu diesem Baudenkmal bei Wikidata.
- Ausweisungsart: Die Einordnung des Denkmales nach § 2 Abs. 2 DenkmSchG LSA
- Bild: Ein Bild des Denkmales, und gegebenenfalls einen Link zu weiteren Fotos des Kulturdenkmals im Medienarchiv Wikimedia Commons. Wenn man auf das Kamerasymbol klickt, können Fotos zu Kulturdenkmalen aus dieser Liste hochgeladen werden: